# Guillermina Peiró i Olives
Guillermina Peiró i Olives (Mataró, 14 d'agost de 1924 – Mataró, 9 de gener de 2019), coneguda també com a Mimi, fou una dona republicana, lluitadora antifranquista, sindicalista i refundadora històrica de l'Esquerra Republicana de Mataró.

## Biografia
Nascuda a Mataró el 14 d'agost de 1924, era la penúltima filla del matrimoni format pel sindicalista i polític Joan Peiró i Belis i Mercè Olives i Bonastre,que tingueren deu fills, dels quals en van sobreviure set: Aurora, Llibert, Aurèlia, Josep, Joan, Guillermina (Mimi) i Mercè.
Joan Peiró, que als 8 anys ja treballava d'aprenent al sector del vidre, no va poder anar a l'escola i fou autodidacte. Des de molt jove va exercir un potent lideratge sindical i fou secretari general de la CNT, director del Forn del Vidre i fundador de la cooperativa Cristalleries de Mataró, que oferia als associats serveis com ara: socors mutus de malaltia, un petit teatre, un cafè-bar, sala de reunions, i sobretot, una Escola Racionalista (seguidora de l'Escola Moderna de Ferrer i Guàrdia) pensada per als aprenents i fills de treballadors, i que fou la primera escola a la qual va anar Guillermina Peiró.
Amb la Dictadura de Primo de Rivera, la CNT fou il·legalitzada i la família patí l'absència del pare que havia sofert atemptats, s'havia d'amagar i diverses vegades fou empresonat. El 1934, durant la Segona República, també va estar empresonat pels Fets d'octubre.
Guillermina Peiró tenia gairebé dotze anys quan esclatà la Guerra Civil; dos dels seus germans marxaren voluntaris al front amb la Columna Ascaso i la Centúria Malatesta. El novembre de 1936 el seu pare, en reconeixement dels seus mèrits i trajectòria, fou nomenat ministre d'Indústria del govern de Largo Caballero. La família es traslladà a València, on romangueren fins que arribà al poder Joan Negrín. Retornats a Mataró, Guillermina Peiró cursà estudis comercials a l'Acadèmia Cots. El 1938 el seu pare fou nomenat Comissari General de l'energia elèctrica.
A finals de gener de 1939, amb la desfeta del Bàndol Republicà, la família emprengué el camí de l'exili. Amb grans penalitats aconseguiren passar la frontera francesa, però foren separats i les dones internades en una caserna, en un indret anomenat Presqu' îIe de Crozon, a la zona de Roscanvel (Bretanya). Al cap de cinc mesos es pogueren reunir tots a Narbona. Treballaren a la verema en pèssimes condicions, i ella participà en la primera vaga de la seva vida, a causa de la qual fou despatxada. Havia esclatat la Segona Guerra Mundial i el pare tenia previst emigrar a Mèxic, però fou capturat pels nazis i extradit a Espanya el 19 de febrer de 1941. Traslladat a Madrid, fou vexat, torturat i enviat a València, on fou jutjat i condemnat a mort, essent afusellat el 24 de juliol de 1942 al camp de tir de Paterna. La mare i les germanes s'havien traslladat a la perifèria de París i allí presenciaren els atemptats i represàlies dels nazis, i els bombardejos dels nord-americans.
El 1945 la mare es posà molt malalta i volgué tornar a Catalunya. Guillermina Peiró treballà a la Cooperativa del Vidre, i més tard als laboratoris Recasens, a Barcelona. Es casà amb Joan Malagelada i tingué una filla.
Hereva del llegat polític del seu pare, mantingué el contacte amb la CNT a la clandestinitat, fent d'enllaç, recollint diners i portant menjar als presos de La Model. També tingué una participació activa en les mobilitzacions, vagues i protestes contra la Dictadura.
La Mort del general Franco donà pas a una incipient democràcia i el 30 d'octubre de 1976 en la presentació pública de la CNT al Palau d'Esports de Mataró, es feu un homenatge a la memòria de Juan Peiró. No obstant, al cap de poc, Guillermina Peiró i Cisquet Sala, foren expulsats del sindicat a causa de divisions ideològiques internes; ella s'integrà a la Confederació General del Treball i en l'àmbit polític s'afilià a Esquerra Republicana de Catalunya, de la ma de Josep Reniu i Calvet. Des d'Esquerra lluità sempre per la millora de les condicions de vida del moviment obrer, per restablir les llibertats nacionals i democràtiques, i per mantenir viva la memòria del seu pare. Per tot això, Esquerra Republicana l'homenatjà com a dona combativa i militant entregada i li feu ofrena de la insígnia commemorativa dels vint-i-cinc anys de militància. El 2006 rebé de mans del president Pasqual Maragall la Medalla al treball President Macià, premi atorgat per la Generalitat de Catalunya, i l'any 2008, una distinció per part d'Omnium Cultural.
Guillermina Peiró morí a Matarò el 9 de gener de 2019 als noranta-quatre anys.